# Episodi di Alexa & Katie (quarta stagione)
La quarta stagione della serie televisiva Alexa & Katie, composta da 8 episodi, trasmessa sulla piattaforma streaming Netflix il 13 giugno 2020.
| nº | Titolo originale             | Titolo italiano                          | Pubblicazione originale | Pubblicazione Italia |
| -- | ---------------------------- | ---------------------------------------- | ----------------------- | -------------------- |
| 1  | Last First Day               | L'ultimo primo giorno                    | 13 giugno 2020          | 13 giugno 2020       |
| 2  | Rules for Better Barista-ing | Le regole del barista perfetto           | 13 giugno 2020          | 13 giugno 2020       |
| 3  | The Girl Who Cried Yelp      | La ragazza che giocava con le recensioni | 13 giugno 2020          | 13 giugno 2020       |
| 4  | Choose Your Own Adventure    | Scegli la tua avventura                  | 13 giugno 2020          | 13 giugno 2020       |
| 5  | Speaking of Cancer           | A proposito di cancro                    | 13 giugno 2020          | 13 giugno 2020       |
| 6  | The Smoke Show               | Tutto fumo e niente arrosto              | 13 giugno 2020          | 13 giugno 2020       |
| 7  | Last Dance                   | L'ultimo ballo                           | 13 giugno 2020          | 13 giugno 2020       |
| 8  | This Feels Right             | È la cosa giusta                         | 13 giugno 2020          | 13 giugno 2020       |